# Basken-Storchschnabel
Der Basken-Storchschnabel (Geranium endressii), gelegentlich auch als Pyrenäen-Storchschnabel bezeichnet, ist eine der zahlreichen Arten der Gattung der Storchschnäbel (Geranium) in der Familie der Storchschnabelgewächse (Geraniaceae). 

## Beschreibung
Er ist eine ziemlich kleine, mehrjährige krautige Pflanze mit mäßig tief eingeschnittenen spitzen Blattabschnitten, die lange ausgedehnte Rhizome an oder direkt unter der Erdoberfläche ausbildet.
Die Chromosomenzahl beträgt 2n = 26.

## Vorkommen
Beheimatet ist diese Pflanzenart in den Westpyrenäen, hauptsächlich in Frankreich. Ihr Verbreitungsgebiet reicht jedoch bis nach Spanien.

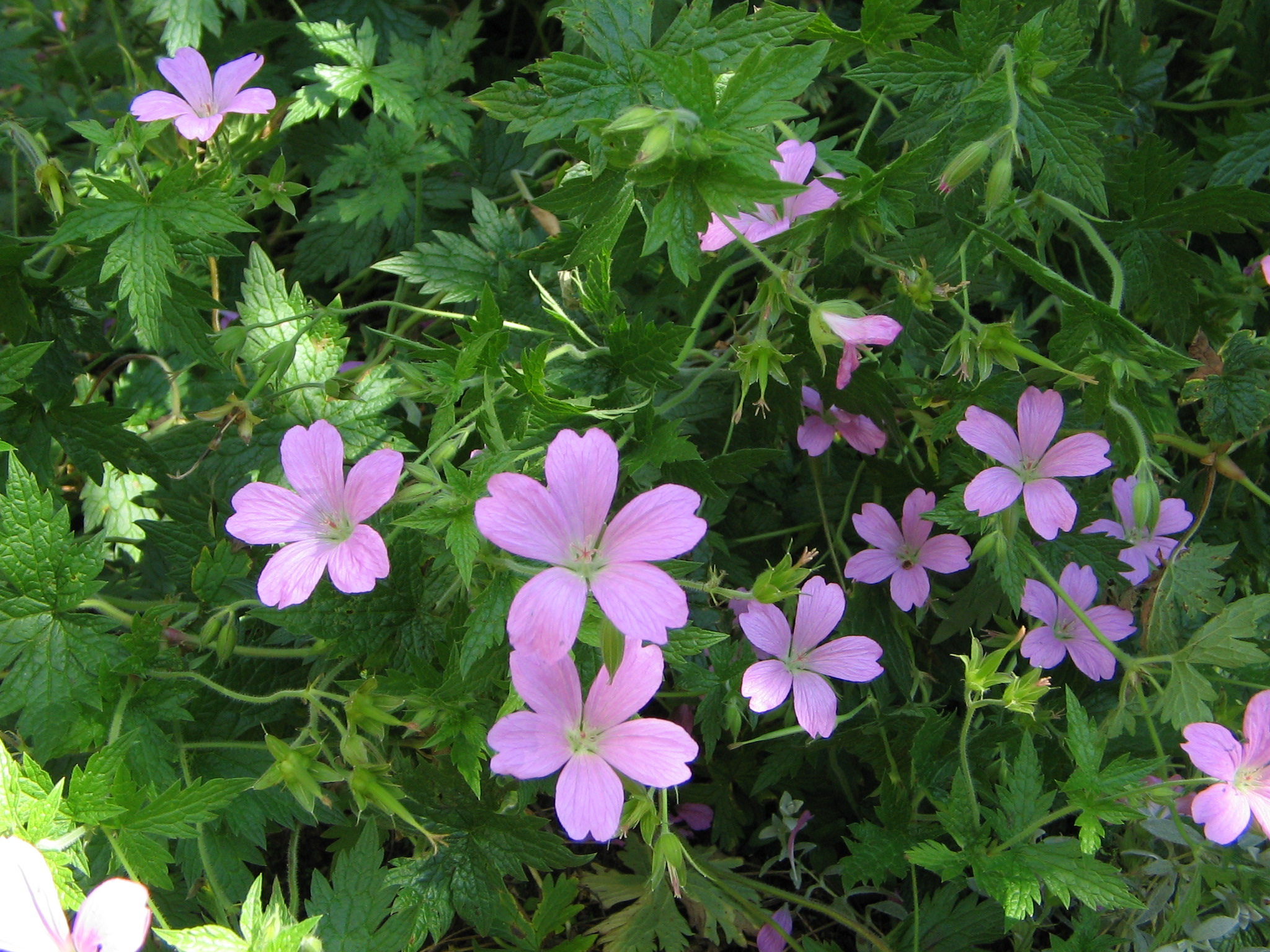
Basken-Storchschnabel (Geranium endressii)

## Verwendung im Garten
Der Basken-Storchschnabel ist vor allem für den Gehölzrandbereich gut geeignet, seine rosafarbenen, trichterförmigen Blüten erscheinen über Wochen. Schneidet man ihn nach der Hauptblüte kräftig zurück, erscheint eine zweite Blüte wenige Wochen später.
Der Basken-Storchschnabel ist ein hervorragender Bodendecker. Sein einziger Nachteil ist, dass die kugeligen, 30 bis 50 cm hohen Horste nach der Blüte gerne auseinanderfallen. Er benötigt frische bis feuchte Böden, die nährstoffreich sind und die bei entsprechender Feuchtigkeit auch vollsonnig sein können.
Der Basken-Storchschnabel wird seit 1832 in England als Gartenpflanze verwendet. Nach Deutschland kam er verhältnismäßig spät. Erst mit der Züchtung neuer Formen und Hybriden ist er auch in Mitteleuropa populär geworden.
Mittlerweile gibt es über 600 Sorten.